# Turfroute

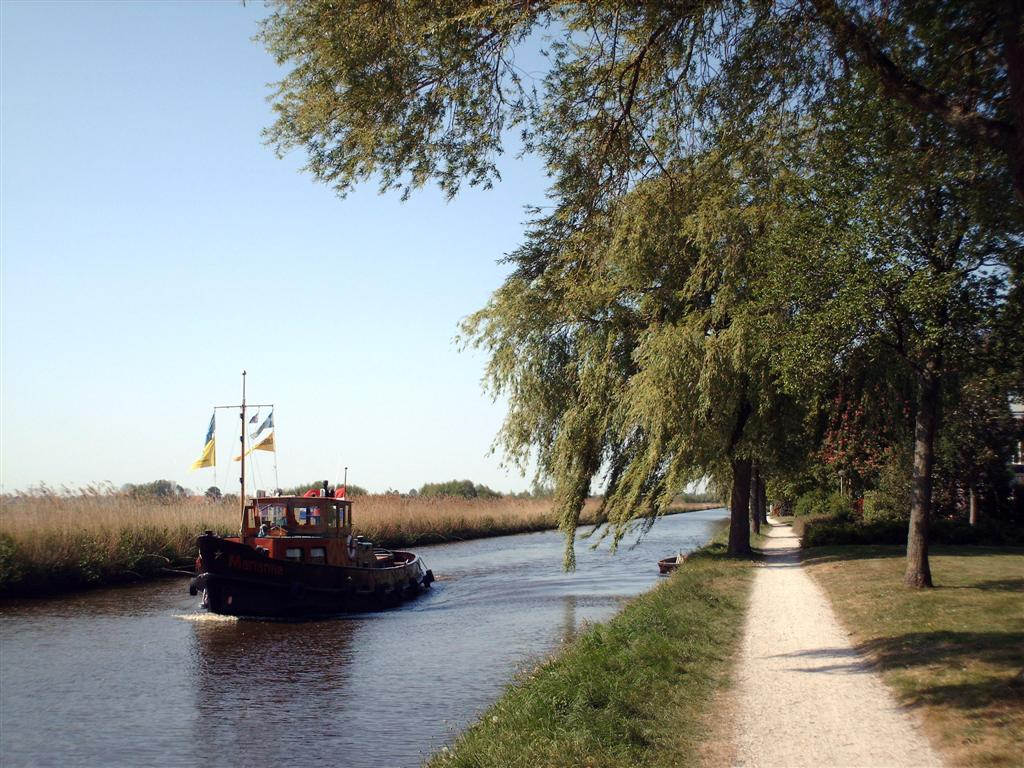
De Engelenvaart bij Heerenveen

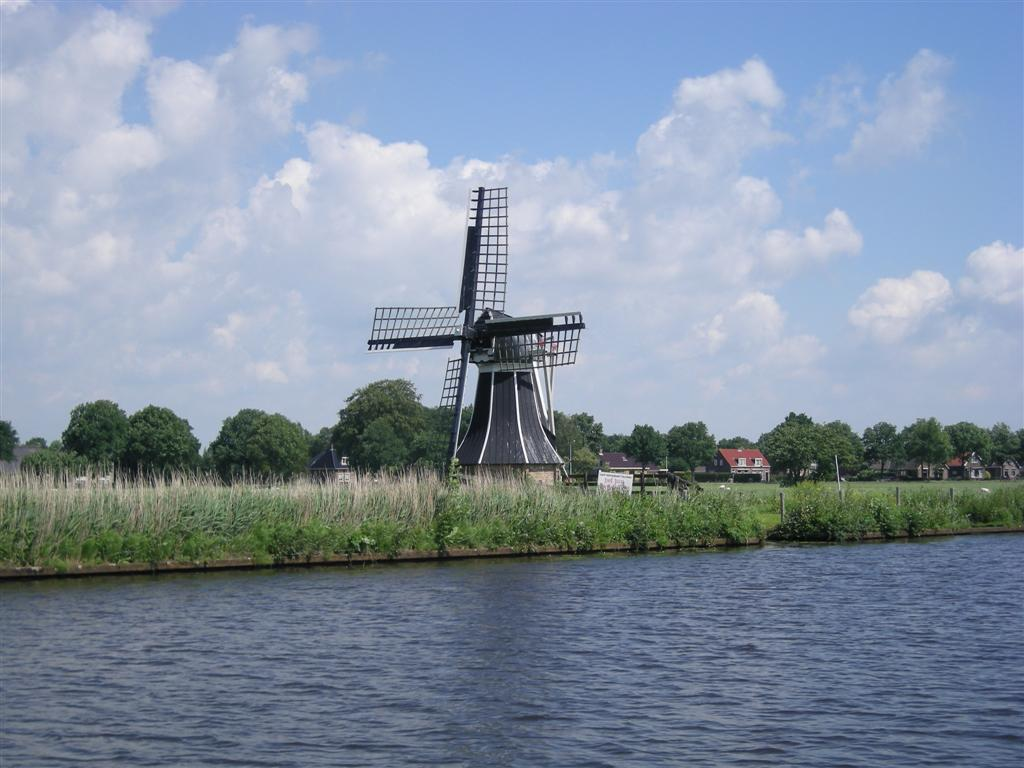
De Tjongermolen in de buurt van Mildam

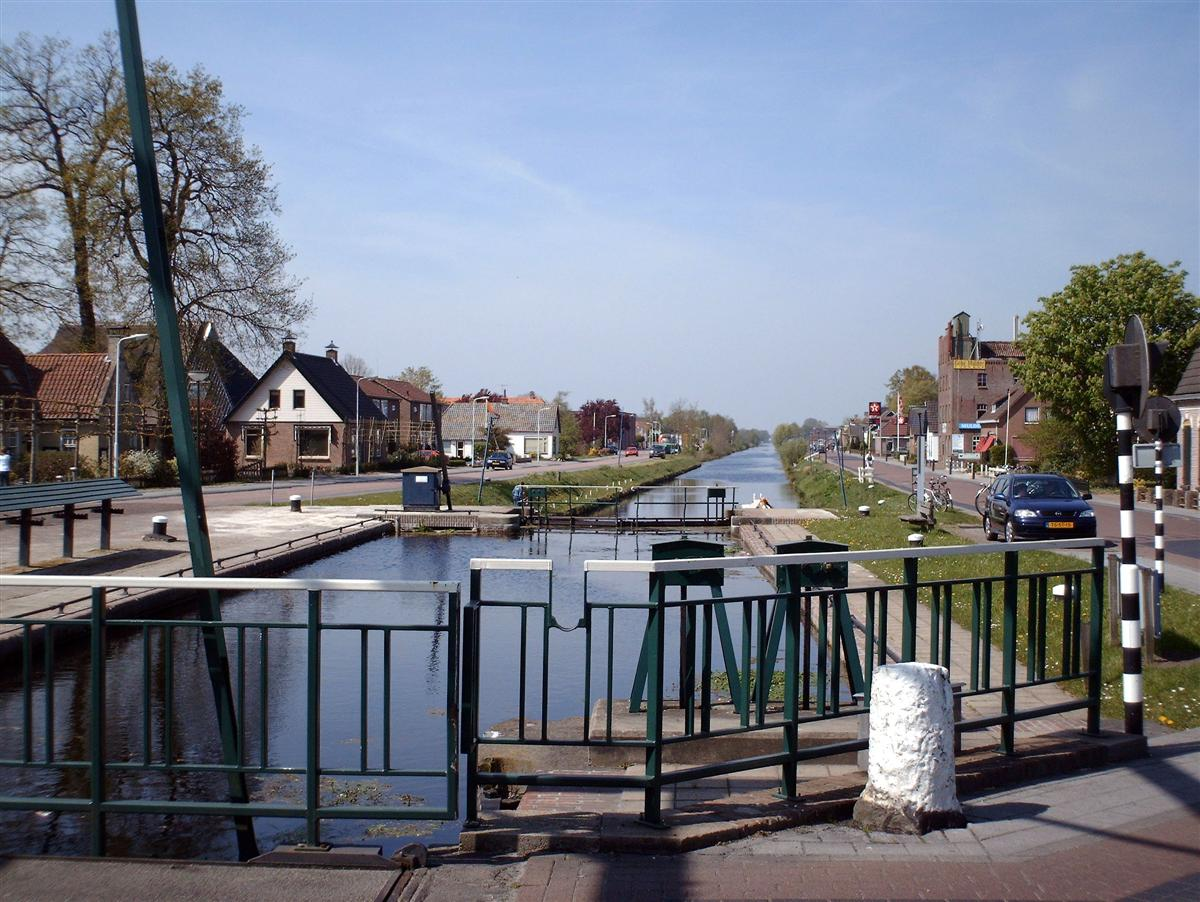
De Opsterlandse Compagnonsvaart bij Appelscha

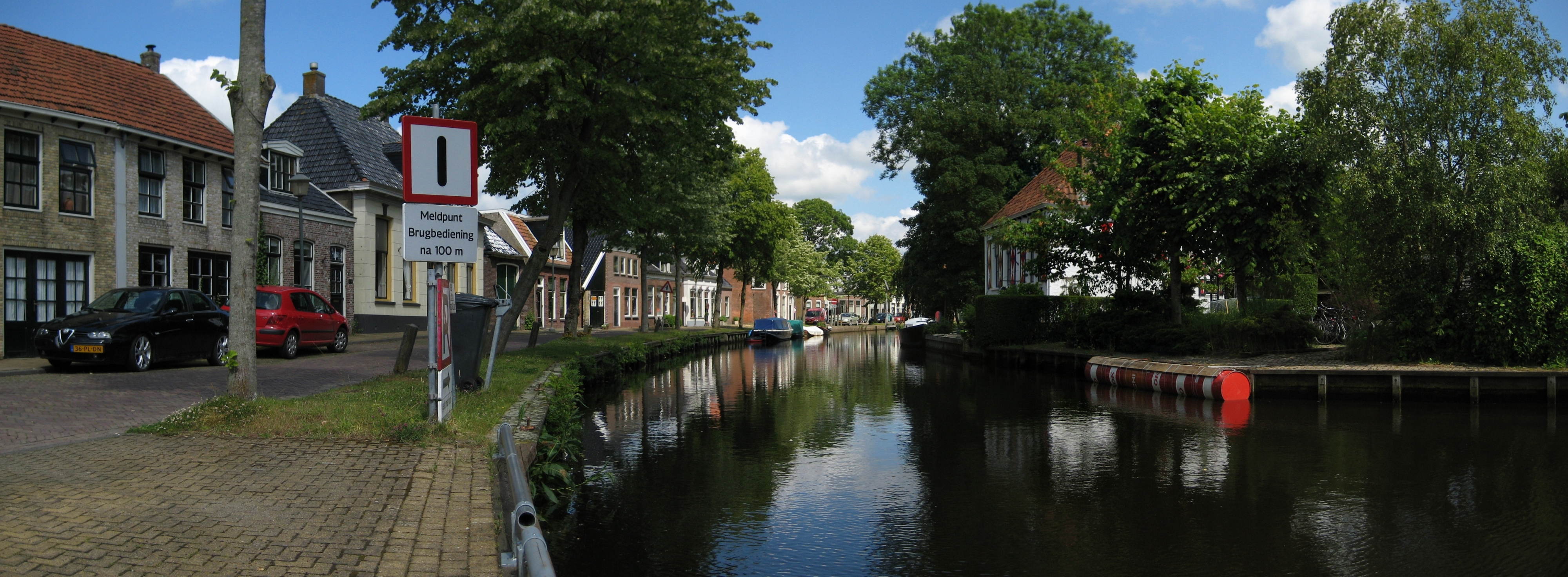
De Boorne bij Oldeboorn

De Turfroute is een toeristische vaarroute in Nederland. De korte route loopt door Zuidoost-Friesland. De lange route loopt ook door het westen van Drenthe en de kop van Overijssel.

## Geschiedenis
De Turfroute volgt een netwerk van vaarwegen dat vanaf de 16e eeuw werd aangelegd om de turf die in het omliggende veen werd gewonnen na  het turfsteken te kunnen afvoeren. Toen de vervening ophield raakten deze waterwegen in verval. In de zeventiger jaren werden de kanalen bevaarbaar gemaakt voor de pleziervaart. Het had daarbij weinig gescheeld of de Opsterlandse Compagnonsvaart was gedempt.

## Route
De korte Turfroute in Zuidoost-Friesland maakt gebruik van de volgende vaarwegen: 
- De Opsterlandse Compagnonsvaart loopt langs de dorpen Appelscha, Oosterwolde, Donkerbroek, Wijnjeterpverlaat, Hemrikerverlaat, Lippenhuizen, Gorredijk en Terwispel.
- De Tjonger vanaf Oosterwolde via Oldeberkoop richting Mildam.
- Engelenvaart bij Nieuweschoot en Heerenveen.
- Nieuwe Heerenveense Kanaal of Heeresloot
- Boorne bij Akkrum

De lange route  volgt ook:
- Drentsche Hoofdvaart tussen Smilde en Meppel
- Meppelerdiep
- Beukersgracht, Beulakerwijde
- Linde
- Helomavaart

Langs de vaarroute liggen vier Nationaal parken:
- Nationaal Park De Oude Venen
- Nationaal Park De Weerribben
- Nationaal Park Dwingelderveld
- Nationaal Park Drents-Friese Wold